# VdB 41
vdB 41 est une nébuleuse par réflexion visible dans la constellation du Taureau.
Elle est située au nord-ouest de l'étoile ζ Tauri, à mi-chemin entre les deux étoiles de cinquième magnitude 114 et 118 Tauri. Il s'agit d'un très faible filament de gaz qui entoure HD 244068, une étoile de faible masse, de classe spectrale F et de magnitude 10, ce qui lui confère une couleur blanchâtre. La mesure de parallaxe indique une valeur de 82,5 mas, ce qui correspond à une distance de seulement 12 parsecs. Selon ces données, elle serait donc l'une des étoiles entourées de nébulosité les plus proches du système solaire.